# Kananga (Leyte)
Kananga é um município de  primeira classe de renda municipal (d) na província Leyte, nas Filipinas. De acordo com o censo de 1 de maio  de  2020 possui uma população de 59 696 pessoas e 14 121 domicílios.